# 穆納島
穆納島是印度尼西亞的島嶼，位於東南蘇拉威西省內，面積2,889平方公里（1,124平方英里），處於蘇拉威西島的東南方、布頓島以西海域，座標5°0′S 122°30′E / 5.000°S 122.500°E。行政上归属穆纳县（管理岛屿中部、东北部）、西穆纳县（管理西北部）和中布顿县（管理南部）。

## 人口

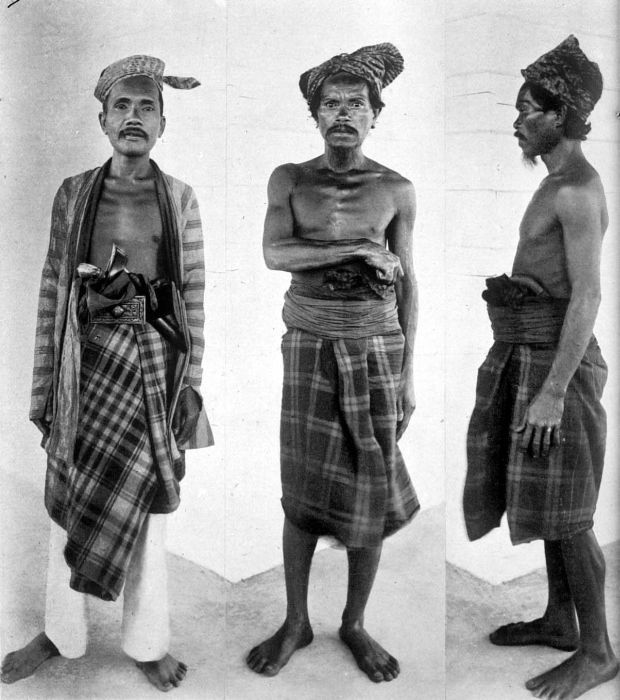
穆納人的形象

穆納人，人口約321000人。